# تسوباسا كرونيكل
ريزرفوار كرونيكل: تسوباسا (باليابانية: ツバサ-RESERVoir CHRoNiCLE-) هي سلسلة مانغا شونن من كتابة وتأليف ورسم مجموعة كلامب الفنيَّة للمانغا. تجري أحداث السلسلة في ذات العالم الخيالي الذي تقع فيه أحداث سلاسل كلامب الأخرى، وأبرزها سلسلة إكس إكس إكس هوليك. تدور السلسلة حول ساكورا (サクラ) وهي أميرة تفقد جميع ذكرياتها، وكيف يخوض صديق طفولتها عالم الآثار الشاب سياوران (小狼) مغامرات حافلة لإنقاذها بصحبة صديقيه. ترشده ساحرة الأبعاد يوكو إتشيهارا إلى الذهاب مع مقاتل نينجا يدعى كوروغانه، وساحر يدعى فاي دي فوروايتو. يذهب الثلاثة معاً بحثاً عن ذكريات ساكورا التي كانت قد تبعثرت في عوالم عدة لتتجسم على شكل ريش شبيه بريش الملائكة، حيث أن استرجاع ذكرياتها سينقذ ساكورا ويبقيها على قيد الحياة.

## القصة
قبيل بداية قصة
تسوباسا (الذي يعرف بسايوران في معظم القصة، والاسم الحقيقي يكتشف في وقت لاحق في نهاية السلسلة)، ابن سايوران وساكورا، يتم إرساله إلى متجر للساحرة يوكو، من قبل والديه بسبب رؤية والدته شاهدتها في النوم. يوكو يرسله إلى بلدة كلو (بلدة البرج الخالدة) لمدة سبعة أيام، الذي وصل قبل سبعة أيام من عيد ميلاد تسوباسا (المعروفة باسم ساكورا طوال القصة، واسمها الحقيقي اكتشف في وقت لاحق في نهاية السلسلة)، التي كانت تبدو وكأنها النسخة الأصغر من والدته. على مدى سبعة أيام، تشكلت رابطة صداقة فيما بينهما. في يومه الأخير في البلد كلو، وهو يوم عيد ميلاد تسوباسا، يظهر وانغ فاي ريد، على الرغم من الجهود التي بذلت لمنعه، وقام بختم الموت عليها والذي في نهاية المطاف سوف يقتلها. يروي يوكو انه اختار البقاء في بلدة كلو مقابل أن لا يرى أسرته وأصدقائه يعودون إلى اليابان مرة أخرى. عاد إلى بلدة كلو ثانية، ويقضي سنوات في البحث عن وسيلة لإزالة الختم، ولكن بدون جدوى. عندما بدأ الختم على وشك أن يستهلك تسوباسا خلال احتفالها بعيد ميلادها، عندها يسأل تسوباسا يوكو لإعادة الوقت إلى اليوم الذي وضع وانغ فاي ريد خاتم الموت على تسوباسا مقابل كونه سجين وانغ فاي ريد.
أحداث السلسلة

## وصلات خارجية
- تسوباسا كرونيكل على موقع ANN manga (الإنجليزية)
- ريزرفوار كرونيكل: تسوباسا  في قاعدة بيانات الأفلام على الإنترنت (بالإنجليزية)
- مصادر ومعلومات عن مانغا «ريزرفوار كرونيكل: تسوباسا» - شبكة أخبار الأنمي (بالإنجليزية)